# Tovmas Nazarbekian
Tovmas Nazarbekian (Nazarbekov), in russo Товмаза Назарбекяна? (Tbilisi, 4 aprile 1855 – Tbilisi, 19 febbraio 1931) è stato un generale russo che fu uno dei principali esponenti della Prima Repubblica di Armenia fondata alla fine della prima guerra mondiale.
Appartenente ad una famiglia benestante di origine armena, Tovmas Nazarbekian studiò all'accademia militare di Mosca ed ebbe le prime esperienze di guerra durante la guerra turco-russa del 1877-1878, mentre in seguito prese parte anche alla guerra russo-giapponese del 1904-1905, nella quale venne decorato con la Croce e la Sciabola di San Giorgio.
Prima dello scoppio della prima guerra mondiale venne nominato generale ed assegnato all'Armata del Caucaso, inizialmente nel settore persiano del fronte del Caucaso. Ottenne un'importante vittoria nella battaglia di Dilman, dove sconfisse Khalil Pasha; egli fu inoltre al comando delle truppe che conquistarono Bitlis durante l'offensiva invernale russa del febbraio-marzo 1916 e che poi mossero attraverso le montagne dell'Anatolia orientale sulla piana di Muş. Costretto ad abbandonare la città durante la controffensiva operata dal XVI corpo turco comandato da Mustafa Kemal, Nazarbekov dovette rinunciare ad ulteriori operazioni nella zona di Bitlis a causa dello scoppio della rivoluzione russa nella primavera del 1917.